# Lubuk Rukam (Kandis)
Lubuk Rukam is een bestuurslaag in het regentschap Ogan Ilir van de provincie Zuid-Sumatra, Indonesië. Lubuk Rukam telt 496 inwoners (volkstelling 2010).